# Pike (hrabstwo Wyoming)
Pike – jednostka osadnicza w Stanach Zjednoczonych, w stanie Nowy Jork, w hrabstwie Wyoming.